# Blask Saksonii i chwała Prus
Blask Saksonii i chwała Prus (niem. Sachsens Glanz und Preußens Gloria) – wschodnioniemiecki serial telewizyjny wyprodukowany przez wytwórnię DEFA, a emitowany w latach 1985–1987. Jego scenariusz oparto na trzech powieściach historycznych Józefa Ignacego Kraszewskiego tworzących tzw. trylogię saską (Brühl, Hrabina Cosel, Z siedmioletniej wojny).
Sześcioczęściowy serial opowiada o wydarzeniach w Saksonii z lat 1697–1763, od wstąpienia na tron polski Augusta II Mocnego do śmierci Augusta III Sasa oraz o budowaniu potęgi Królestwa Prus od czasów panowania Fryderyka I Pruskiego do zwycięstwa Fryderyka II Wielkiego w wojnie siedmioletniej.

## Odcinki
- Gräfin Cosel
  - Gräfin Cosel I
  - Gräfin Cosel II
- Brühl
  - Brühl – Die große Karriere
  - Brühl – Der Zweikampf
- Aus dem Siebenjährigen Krieg
  - Aus dem Siebenjährigen Krieg I
  - Aus dem Siebenjährigen Krieg II